# さいたま市国際ふれあいフェア
さいたま市国際ふれあいフェア（さいたましこくさいふれあいフェア）は、埼玉県さいたま市浦和区で開催される国際交流を目的としたフェア。浦和駅東口市民広場（浦和パルコ前）で開催されている。

## 概要
2010年（平成22年）から毎年10月初旬の日曜日に開催されている。2003年から2010年までは10月上旬にさいたま市民まつり（咲いたまつり）がさいたまスーパーアリーナで開催されていたが、国際交流を中心としたイベントに移行するため、後継イベントとして2010年から浦和駅前で開催されるようになった。また、2013年からは「ツール・ド・フランスさいたまクリテリウム」がさいたま新都心周辺で行われるようになった。
さいたま市の姉妹友好都市・パートナーシップ都市を中心とした各国との交流を目的にさいたま観光国際協会が主催している。
さいたま市の姉妹友好都市はメキシコ合衆国のトルーカ市、中華人民共和国の鄭州市、ニュージーランドのハミルトン市、アメリカ合衆国のリッチモンド市とピッツバーグ市、カナダのナナイモ市となっている。
また、姉妹友好都市の基準を満たさないその他の国際交流都市であるパートナーシップ都市は大韓民国の水原市、ドイツ連邦共和国のマインツ市、ラオス人民民主共和国のビエンチャン特別市となっている。
姉妹友好都市・パートナーシップ都市の紹介、珍しい民芸品や外国の料理、民族舞踊や音楽の演奏を楽しむことができる。外国人との交流する場も設けられている。
2014年度は10カ国18団体が民芸品や飲食物を販売した。JICAブースでは、さいたま市が行う国際協力事業（20年間に及ぶラオスの首都ビエンチャン特別市での水道技術協力）などを紹介した。
なお、毎年5月初旬の大型連休には「国際友好フェア」を、さいたま市市民の森・見沼グリーンセンターで開催している。